# Ryu Itsuki
Ryu Itsuki（りゅう いつき/龍 樹 本名：細川俊樹、1948年2月4日 - ）は、日本の写真家。東京都出身。
1969年平凡出版（後にマガジンハウス）に入社し、平凡パンチ、週刊平凡、anan、POPEYE、tarzanのカメラマンを歴任。
マガジンハウス在社中に於いても、クライアント特別要請によりコーセー化粧品ポスター、 Adam&Eveコマーシャルの広告写真撮影の他、タレントや俳優から指名による撮影依頼が入る事もあった。
2003年からフリーのカメラマンとして活動し、現在は、各種講演、写真教室の講師、カメラリペア、カメラカスタムワークショップの実施や販売も行っている。
撮影実績は、松嶋奈々子、本上まなみ、秋吉久美子、堺正章、ゆず、稲葉浩志（B'z）、坂東玉三郎をはじめ、作家、皇族の方々、レコードジャケットなど多くの著名人や作品の撮影を行っている。

## 経歴
- 1948年 東京都に生まれる。
- 1967年 ユニバーシアード東京大会　大学生写真コンテスト入賞
- 1968年 東京工芸大学短期大学部 写真技術科を卒業
- 1968年 ヤシカ宣伝部カメラマン
- 1969年 平凡出版（現・マガジンハウス）入社。平凡パンチ、週刊平凡、anan、POPEYE、 Tarzanのカメラマンを歴任）
- 2003年 平凡出版退社
- 2003年 フリーカメラマンとして活動開始（海外旅マガジン、女性誌、フリーペーパーなど海外撮影を実施）
- 2004年 アウトドア生活充実のため東京・世田谷を離れ、千葉県九十九里の大原海岸にスタジオ兼住居を購入

## 主な写真集・著書
- 「120%オートハーフを楽しむ本」 (エイ出版社)  – 2007/9/10  ISBN 9784777908349
- 「かわいいカメラに首ったけ! 」（エイ出版社） – 2008/11/10  ISBN 9784777912124
- 「インテリア デ ダイエット Interior de Diet -Healthy and Beautiful Lifestyle in Design」- 大型本  – 2010/1/8 ISBN 9784990525507
- 「カメラ・ライフVol.７」 (株式会社 玄光社) – 2010/10/27 ISBN 9784768303238
- 「カメラマガジン2013.9」 (エイ出版社) – 2013/8/20 ISBN 9784777929436